# 恆星演化

恆星的壽命和質量的關聯性。

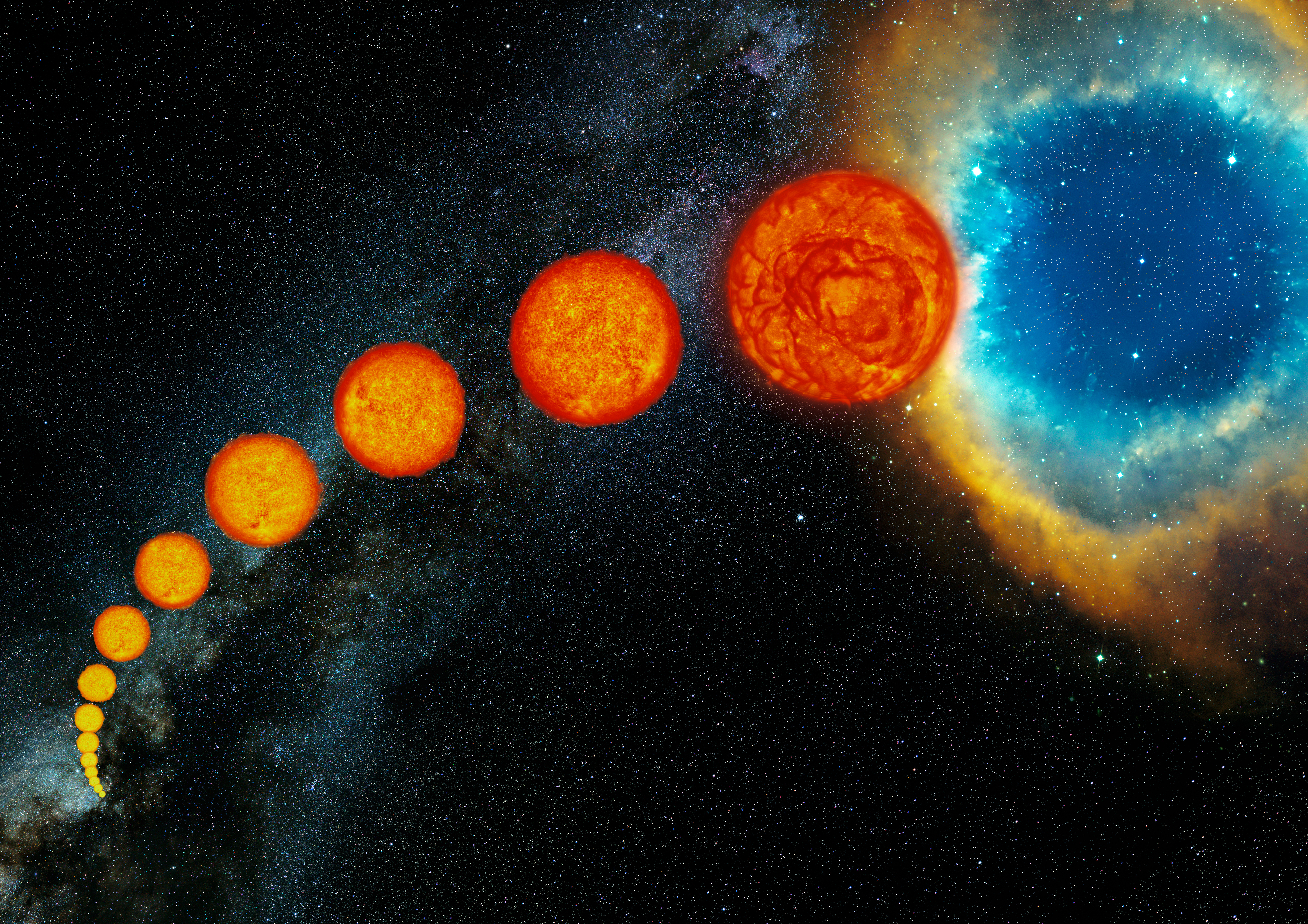
藝術家描述的類太陽恆星的生命週期。從左下角的主序星開始，然後膨脹經過次巨星和巨星的階段，直到在右上角將外層拋離，形成行星狀星雲。

恆星演化是恆星隨著時間的推移而變化的過程。根據恆星的質量，它的壽命可以從質量最大恆星的幾百萬年到質量最小恆星的萬億年，這是比宇宙年齡還要長許多的時間。這張表格顯示恆星壽命與其質量的關聯性。 所有的恆星都誕生於氣體和塵埃雲，也就是通常所說的星雲或分子雲。纖維狀結構遍布在分子雲中，致密纖維狀結構會碎裂成星前雲核，也就是恒星的前身。纖維狀結構的具體碎裂模式與其對周圍氣體的吸積、幾何彎曲和磁場相關。在超臨界的纖維狀結構中已經發現了，致密雲核的準周期鏈狀結構，典型的雲核投影間距接近纖維狀結構的寬度，雲核處於自引力束縛狀態，有的雲核已經孕育出了原恒星。在數百萬年的時間裡，這些原恆星達到穩定的狀態，成為所謂的主序帶中的恆星。
恆星生命的絕大部分都是由核融合提供能量。最初，能量是由主序星恆星核心的氫融合產生。然後，隨著核心變成氦佔有優勢時，像太陽這樣的恆星開始沿著核心周圍的球殼進行氫燃燒。這個過程會使恆星的大小逐漸增大，經過次巨星階段，直到達到紅巨星階段。質量至少為太陽一半的恆星可以通過核心的氦融合產生能量，而質量較高的恆星可以沿著一系列同心的殼層融合更重的元素。像太陽這樣的恆星一但耗盡了核燃料，它的核心就會坍縮成為緻密的白矮星，而外層會被排出成為行星狀星雲。質量大約在太陽10倍或更多的恆星，當它們演化出無活性的鐵核，就會造成核心急遽坍縮形成密度極高的中子星或黑洞，并產生超新星爆炸。儘管宇宙還不夠老到可以讓任何質量最低的紅矮星到達它們生命的終點，但恆星模型表明，在氫燃料耗盡成為低質量的白矮星之前，它們會慢慢的變得更亮與更熱。
因為恆星的變化在大多數的階段都發生得非常緩慢，即使在許多世紀裡也無法探測，所以恆星演化不是通過觀察單一恆星的生命來研究。取而代之的是天文物理學家通過觀察在生命過程中不同時間點的許多恆星，並使用電腦模擬類比恆星結構，來瞭解恆星是如何演化。

## 恆星的誕生

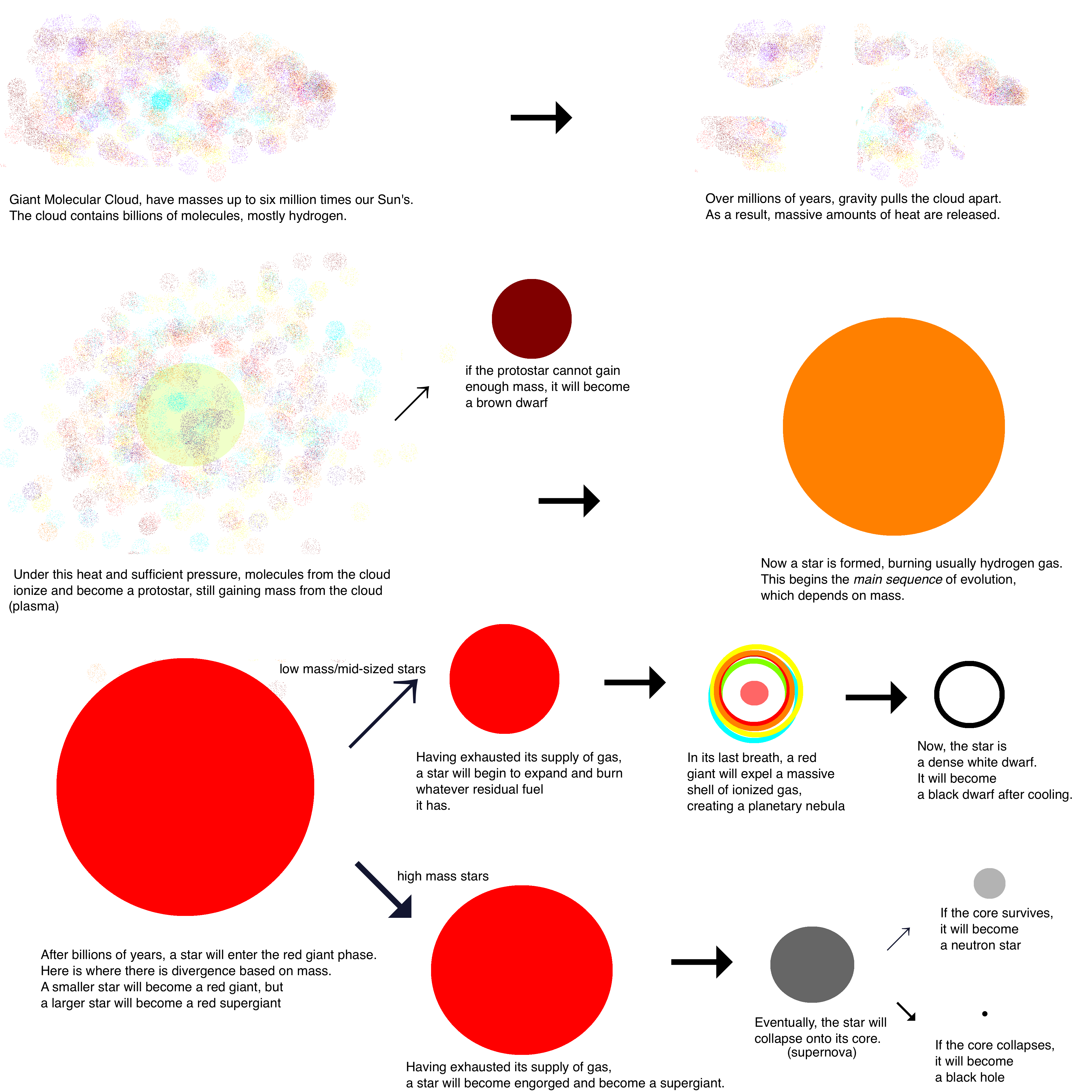
恆星演化階段的簡略表示。

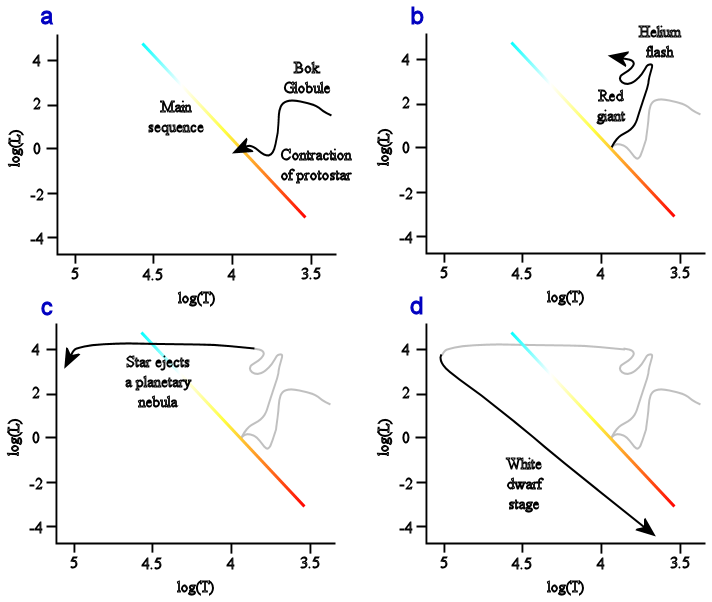
恆星演化示意圖。

### 原恆星
恆星演化始於巨大分子雲的引力坍縮。典型的巨大分子雲直徑大約100光年（9.5×1014）並且包含高達6,000,000太陽質量（1.2×1037）的質量。當它崩潰時，一個巨大分子雲會分裂成越來越小的碎片。在每一個碎片中，坍縮的氣體都會釋放重力勢能轉化成熱能。隨著溫度和壓力的升高，碎片凝聚成被稱為原恆星的超熱的氣體旋轉球。
進一步的發展與演化和恆星的質量有很密切的關連性；在下面，原恆星的質量通常與太陽的質量比較：意味者1.0 M☉（2.0×1030）作為基本的質量單位。
在巨分子云环绕星系旋转时，一些事件可能造成它的引力坍缩。 例如：巨分子雲可能互相冲撞，或者穿越旋臂的稠密部分。鄰近的超新星爆發抛出的高速物质也可能是触发因素之一。最后，星系碰撞造成的星云压缩和扰动也可能形成大量恒星。
坍缩过程中的角动量守恒会造成巨分子云碎片不断分解为更小的片断。通常质量少于约50 M☉（9.9×1031）的碎片会形成恒星。在这个过程中，气体被释放的势能所加热，而角动量守恒也会造成星云开始产生自转之后形成原恆星。
恒星形成的初始阶段几乎完全被密集的星云气体和灰尘所掩盖。通常，正在产生恒星的星源会通过在四周光亮的气体云上造成阴影而被观测到，这被称为包克球。
原恆星包含在塵埃中，因此在紅外線的波長上比較容易看到。來自廣域紅外線巡天探測衛星（WISE）的觀測，揭示銀河系眾多的原恆星和它們的母星團，在研究上尤為重要。
原恆星在分子雲中吸積氣體和塵埃繼續生長，隨著其達到的最終質量成為主序前星。

### 棕矮星和次恆星天體
質量少於大約0.08 M☉（1.6×1029）的原恆星，核心永遠不會達到足夠高的溫度，無法開始氫的核融合，這樣的天體被稱為棕矮星。國際天文學聯合會將棕矮星定義為在其生命的某個時刻，其質量（超過13木星質量（MJ））足以燃燒氘的天體。質量小於13 MJ的天體歸類為次棕矮星（但如果它們繞著另一顆恆星運行，它們就歸類為行星）。這兩種類型，無論是燃燒或是不燃燒氘，發出的光都很黯淡，在數億年的時間内會逐漸冷卻而慢慢消失在可見光中。 

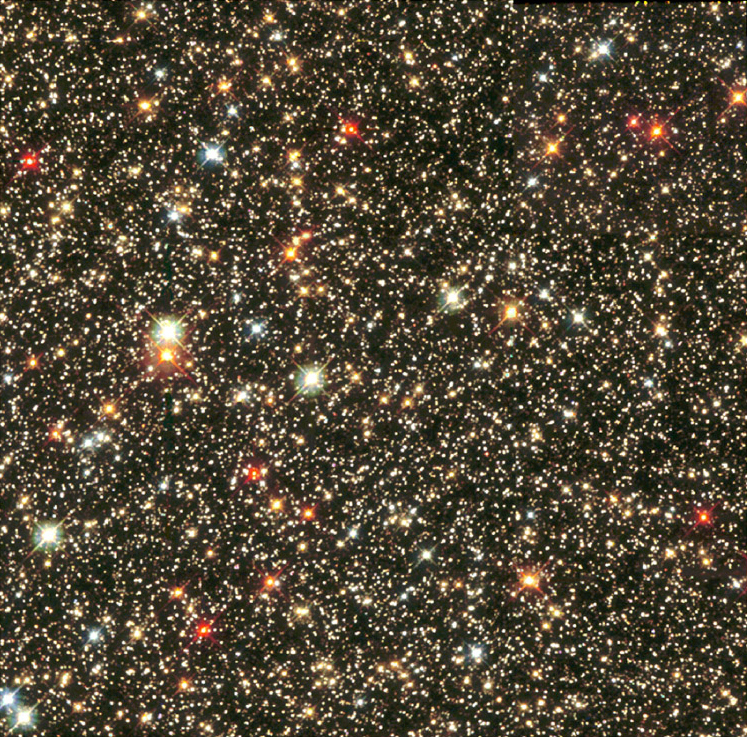
在人馬座的一個密集星場。

### 主序帶
質量更大的原恆星，核心溫度最終將達到1,000萬K，啟動質子-質子鏈反應，先將氫融合成氘，然後再融合成氦。在質量略高於1 M☉（2.0×1030）的恆星，碳、氮、氧（碳氮氧循環）參與的氫融合反應在能量產生中占很大的比例。核融合的開始導致相對較快的達到流體靜力平衡，在這種情況下，核心釋放的能量維持著較高的氣體壓力，平衡了恒星物質的重量，阻止了進一步的重力塌陷。因此，恆星迅速演化到穩定的狀態，開始了在主序帶演化的主序星階段。

一顆新恆星將位於赫羅圖主序帶上的特定點，主序星的光譜類型取決於恆星的質量。小的、相對較冷、低質量的紅矮星，將氫緩慢的融合成氦，並將在主序帶上停留數千億年或更長的時間，而大質量、炙熱的O型恆星在主序帶上停留的時間只有短短的幾百萬年。中等質量的黃矮星，例如太陽，在主序帶上停留的時間大約是100億年。太陽被認為正處於其主序列生命期的中間。

## 恆星的熟成
最終，核心耗盡了供應的氫，開始離開主序帶繼續演化下去。沒有氫的融合產生向外的壓力抵銷重力，核心開始收縮直到電子簡併壓力變得足以抵抗重力，或核心變得足夠熱（大約一億K）開始氦融合。至於兩者中的哪一種會發生，取決於恆星的質量。

### 低質量恆星
迄今尚未直接觀察到低質量恆星在核融合停止後發生的情形，因為宇宙的年齡只有138億年左右，比低質量恆星停止核融合之前所要經歷的時間還要短（在某些情況下，差異達到數個數量級）。
目前的天文物理學模型顯示， 0.1 M☉的紅矮星在主序帶上停留的時間大約是6兆到12兆年，而且溫度和亮度都會逐漸增加，進入藍矮星階段，並需要數千億年的時間才會坍縮，慢慢地變成一顆白矮星。這樣的恆星因為整顆都是對流區，也不會演化出簡併態的氦核與燃燒的氫殼層，所以它不會演化成為紅巨星。取而代之的是氫融合會持續進行，直到整顆恆星幾乎都是氦。

主序星內部的結構。對流層以迴轉的箭頭符號表示，輻射層以紅色的閃電符號表示。左邊是低質量的紅矮星，中間是中等質量的黃矮星，右邊是大質量的藍色主序星。

質量略大的恆星可以演化成為紅巨星，但它們的氦核心質量不足以達到氦融合所需要的溫度，所以不會到達紅巨星分支的頂端。當氫殼燃燒完成後，這些恆星就像後漸近巨星分支（AGB）的恆星一樣，直接離開紅巨星分支，但是以較低的溫度和光度成為白矮星。初始質量高於0.8 M☉的恆星能夠達到足以融合氦的高溫，而這些「中等大小」的恆星將在紅巨星分支之外進入進一步的演化階段。

### 中等質量恆星

太陽質量和金屬量的恆星從主序帶演化至後進近巨星分支的軌跡。

質量大約在0.8–10 M☉的恆星會成為紅巨星，它們是非主序帶的恆星，光譜類型是K或M。由於它們的紅色和高亮度，紅巨星位於赫羅圖的右側邊緣。例子包括金牛座的畢宿五和牧夫座的大角星。
中等質量恆星演化成的紅巨星會經歷兩個不同階段的後主序星演變：惰性氦的核和氫燃燒殼的紅巨星分支星，以及在氫燃燒殼內有氦燃燒殼和惰性碳組成核心的漸近巨星分支星。在這兩個階段之間，恆星會花一段時間在氦燃燒核心的水平分支上。許多這些氦燃燒的恆星聚集在水平分支的低溫端，成為紅群聚的巨星。

#### 次巨星階段
當恆星耗盡核心中的氫時，它就會離開主序帶，並開始在核心外的殼層將氫融合成氦。隨著外殼產生更多的氦進入核心，核心的氦質量也隨之增加。根據氦芯的質量，這種情況會維持數百萬年至20億年，恆星則已和其在主序帶時相似或稍低的亮度膨脹和冷卻。最終，不是質量與太陽相近的恆星，核心進入簡併態；就是質量更大的恆星，因為外層的冷卻而變得不透明。這兩種變化都會導致氫殼的溫度升高和使恆星的光度增加。此時恆星膨脹到紅巨星分支上。

#### 紅巨星分支階段

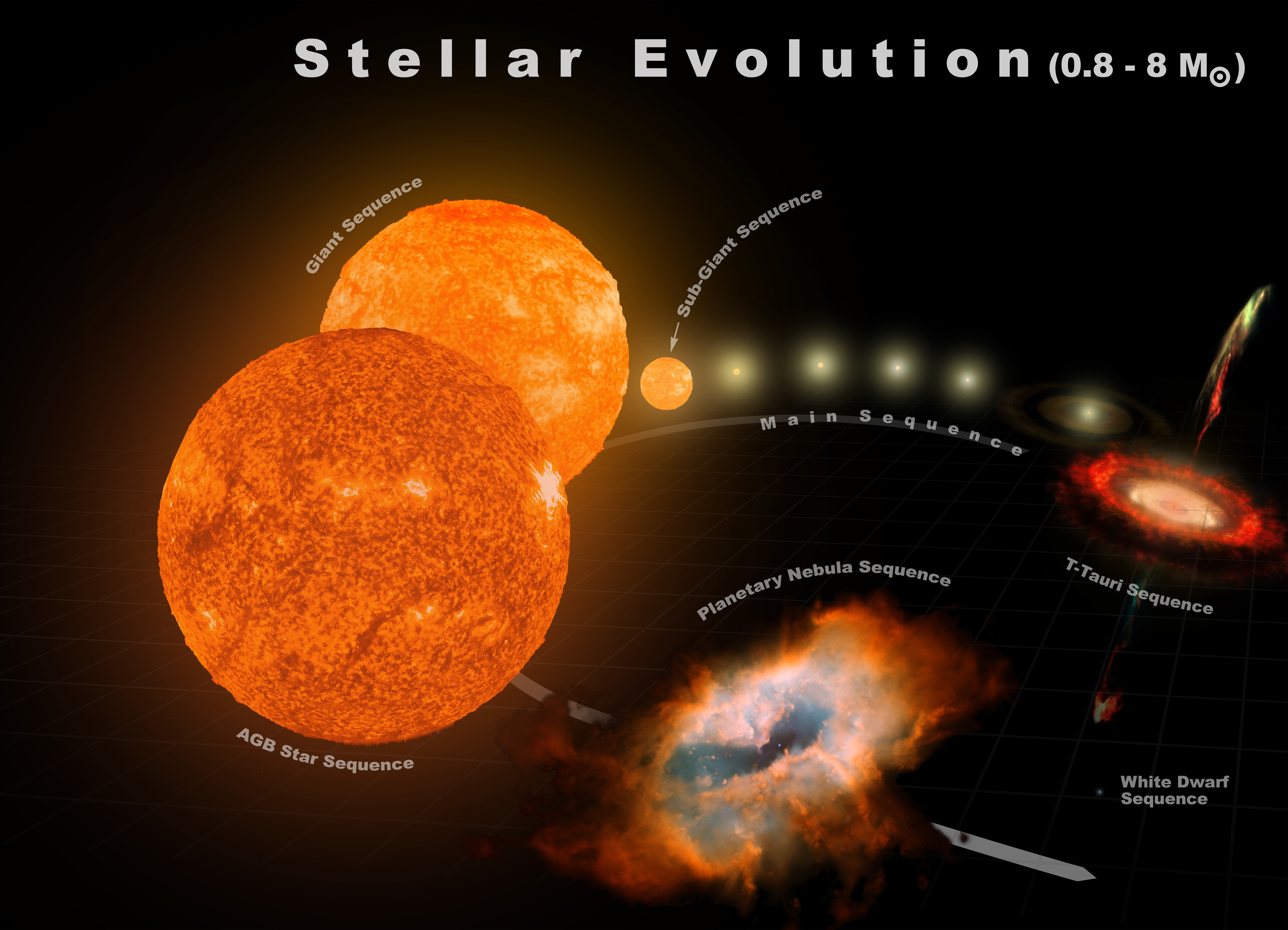
的典型恆星演化。

恆星膨脹的外殼是對流的，從融合的區域到表面都由湍流一直混合著。在這之前，除了質量最低的恆星之外，所有恆星的融合物質一直深埋在恆星內部，因此對流包絡使融合的物質首次可以在恆星表面觀測到。在這個階段的演化結果是難以捉摸的，最大的影響是改變在之前不能觀測到的氫和氦同位素。在第一次上翻，表面出現碳氮氧循環的影響，12C/13C 的比率降低，碳和氮的比例也發生變化。這些都可以通過光譜檢測到，並且在很多已經演化的恆星中觀測到。
氦芯繼續在紅巨星分支成長，無論是簡併態或超過申貝格-錢德拉塞卡極限，它都不再處於熱平衡的狀態，因此它的溫度升高， 導致氫殼中的融合速率增加， 恆星在朝向紅巨星支尖演化時光度會增加。具有簡併核的紅巨星分支星都有非常相似的核心質量和非常相似的尖端光度，然而質量較高的紅巨星在到達這一點之前就已經熱到可以點燃氦融合。

#### 水平分支
質量在0.8–2.0 M☉之間的恆星核心中，其氦核主要是由電子簡併壓力支撐著，氦融合在氦閃的時間刻度上點燃。在質量較大恆星非簡併態的核心中，不會發生氦閃，但氦融合燃燒的速度相對較氦閃為慢。氦閃過程中釋放的核能非常大，在幾秒鐘內釋出的能量相當於太陽在幾天之內釋放出的能量，數量級大約是太陽光度的108倍至1011倍（大致是銀河系的光度）。然而，能量會由最初是簡併態的核以熱膨脹消耗掉，因此從恆星外面觀測不到。而由於核心的膨脹，覆蓋在上層的氫融合速率降低，總能量的產生減少。於是恆星收縮，它雖然遷移到赫羅圖上的水平分支，但不會是所有的路徑都朝向主序帶，半徑在逐漸縮小，並提高其表面溫度。
核心氦閃的恆星結束紅巨星的演化進入水平分支的紅端，但在獲得簡併的碳-氧核心並開始氦殼燃燒之前，不會遷移到更高的溫度。這些恆星是在星團的色-光圖中經常被觀測到比紅巨星更熱，但發光卻更低的紅群聚。具有較大氦核心，質量較高的恆星，會沿著水平分支移動到更高的溫度，有些在黃色不穩定帶中成為不穩定的脈動星（天琴座RR型變星）；有些變得更熱，在水平分支上形成藍尾或藍鈎。水平分支的型態取決於金屬量、年齡和氦含量等參數，但具體的細節還在模擬中。

#### 漸近巨星分支階段
恆星消耗了核心中的氦之後，氫和氦的核融合繼續在炙熱的碳和氧核心周圍的殼層中進行。這顆恆星遵循赫羅圖上與原來的紅巨星分支平行的漸近巨星分支演化，但能量產生的速率更快（持續的時間更短）。雖然氦也在一個殼層內燃燒，但大部分的能量是來自離核心較遠的殼層中的氫燃燒。氦從這些氫燃燒殼層朝恆星的中心沉降，並且週期性的使氦殼層輸出的能量急遽增加。它們發生在漸近巨星分支階段的末端，稱為熱脈衝。熱脈衝有時甚至會進入後漸近巨星分支的階段。依據質量和成分的不同，可能會有數次到數百次的熱脈衝。
在漸近巨星分支的上升過程中，有一個階段會形成可以將核心的碳帶到表面的深對流帶。這是所謂的第二個上翻，在一些恆星中甚至可能有第三個上翻。這樣，就形成了非常低溫、強烈紅化的碳星，在光譜中會顯示出強烈的碳線。一個稱為熱底燃燒的過程可以將碳轉化成氧和氮，然後才上翻到表面。這些過程之間的交互作用決定了在特定星團中觀測到的碳星光度和光譜。
另一種著名的漸近巨星分支星是米拉變星，它的脈動週期為數十至數百天，振幅高達10星等（在視覺上，總光度的變化量小很多）。在質量更高的恆星中，恆星會更為明亮，脈動週期更長，導致質量的損失增加，在可見光的波長上被嚴重的遮蔽；這些恆星是觀察到的OH/IR星，在紅外波段上脈動，並顯示羥基（OH）邁射的活動。這些恆星顯然富含氧，與碳星形成鮮明對比，但兩者都必須通過上翻產生。

#### 後漸近巨星分支

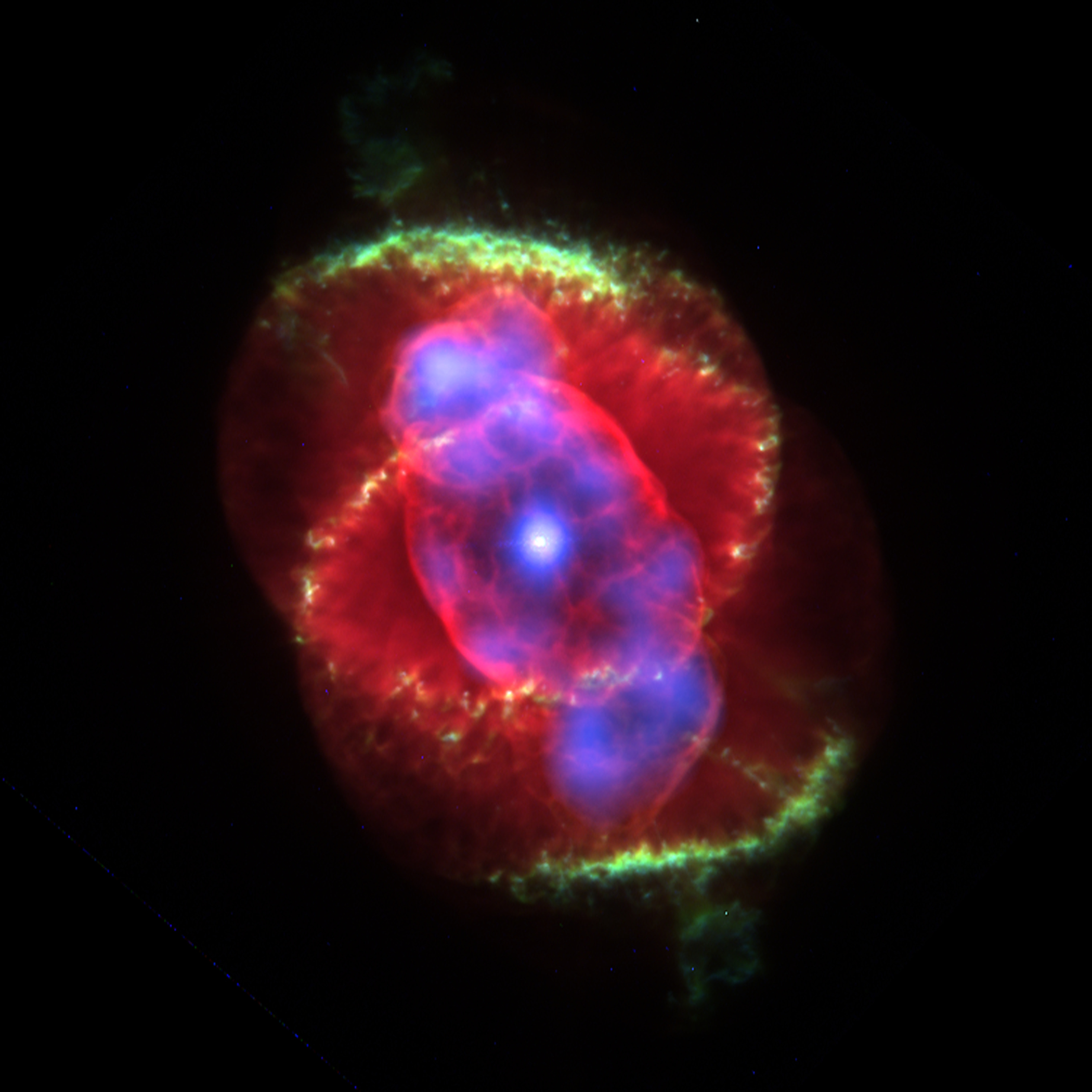
貓眼星雲。由質量與太陽相當的恆星死亡而形成的行星狀星雲。

這些中等質量的恆星最終會抵達漸近巨星分支的頂端，並且耗盡了在殼層中的核燃料。但它們沒有足夠的質量全面性的啟動碳燃燒，所以它們會再收縮，再經歷一段後漸近巨星分支階段：中心恆星吹出強烈的恆星風，形成一個有著極高溫中心恆星的行星狀星雲。然後，中心的恆星會冷卻成為白矮星。依據恆星的類型，被逐出的氣體有在恆星內部創造相對豐富的重元素，尤其是豐富的氧或碳。這些氣體在恆星周圍建立起被稱為星周包層的膨脹殼層，殼層在離開恆星後會逐漸冷卻，這讓塵埃顆粒和分子形成。來自中央恆星的高紅外線能量輸入，是這些星周包層形成邁射激發的理想條件。
一旦後漸近巨星分支的演化開始，很可能熱脈衝也就開始了，因而產生了各式各樣不尋常和鮮為人知的恆星，稱為再生漸近巨星分支的恆星。這些可能會導致極端的水平分支星（次矮B型星）、欠缺氫的後漸近巨星分支星、可變的行星狀星雲中心恆星、和北冕座R型變星。

### 大質量恆星

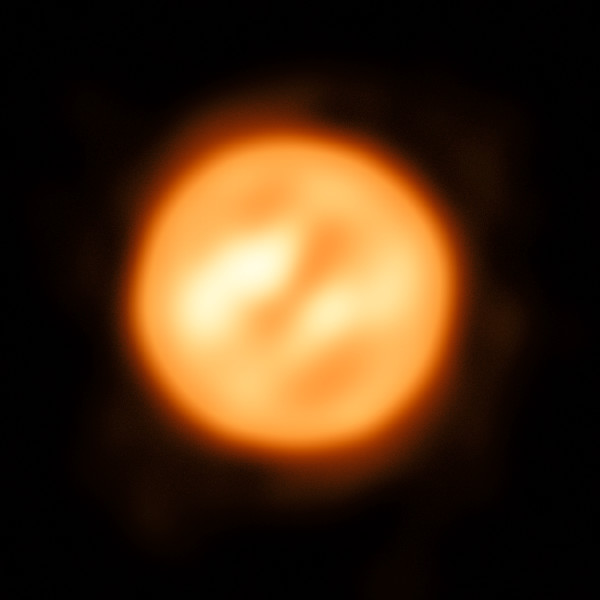
一顆重建的紅巨星影像：心宿二。

對大質量恆星，在氫殼燃燒開始時，核心的質量就已經夠大，在電子簡併壓力能夠取得優勢之前，就已經足以點燃氦融合。因此，當這些恆星膨脹和冷卻時，它們不會像質量較低的恆星那樣变亮许多；然而，在一開始它們就比質量較低的恆星亮許多，因此還是会演化成比質量較小的恆星形成的紅巨星明亮许多的超巨星。这些恒星的核心最终将增长到无法再通过电子简并压力支撑其质量，从而將剧烈坍缩，摧毀自己成為II型超新星。
質量非常大的恆星（大約超過40 M☉），它們非常明亮，也有著強烈的恆星風，並由於輻射壓力而迅速地失去質量，並傾向於在成為紅超巨星之前就剝離自己的外層，因此從主序星階段開始，表面始終維持著極高的溫度（藍白色的顏色）。因為外層會傳播極端的壓力排出，當代最大的恆星質量大約在100-150 M☉。雖然低質量的恆星通常不會如此迅速地燃燒它們的外層，但如果它們是足夠接近的聯星系統，當它膨脹而外殼被剝離時，會與伴星結合；或是它們自轉得夠快也會讓外層被拋出，使得對流從核心一直延伸到表面，導致因為徹底的混合而沒有單獨的核心和包絡，它們也可能不會成為紅巨星或紅超巨星。
當核心從殼層底部的氫融合獲得物質時，會變得更熱、更緻密。在所有的大質量恆星中，電子簡併壓力不足已自行阻止塌陷，然而當每種元素在核心消耗掉後，新生成更重的元素會被點燃，暫時阻擋塌陷。如果核心的質量不是太大（考慮到之前已經發生大規模的質量損失，大約小於1.4 M☉），那麼它可能會如同之前所描述的低質量恆星，形成一顆白矮星（可能被行星狀星雲包圍）。不同的是白矮星主要由氧、氖、和鎂等更重的元素組成。

在核心塌陷之前，大質量恆星的核心結構是有如洋蔥般的層層排列（未依照比例）。

質量達到某種程度時（估計大約是2.5 M☉，並且初始質量大約是10 M☉），核心的溫度可以達到氖會有部分被破壞形成氧和氦的溫度（大約是1.1GK），而氦又會立刻和殘餘的氖融合成鎂；然後氧融合形成硫、矽和少量其他的元素。最後，溫度會高到每一種元素都會有一部分被光致蛻變的高溫，通常這些元素會釋放出能與其它元素立刻融合的α粒子（氦核）。所以，有一些核心能有效的重新組合成數量較少且較重的原子核。而且因為組成額外的重元素所釋放出的能量多於打破母原子核消耗的能量，因此淨能量是增加的。
核心質量太大，無法形成白矮星，但又不足以實現將氖燃燒持續產生氧和鎂的恆星，在融合生成更重的元素之前，就會由於電子捕獲過程，經歷核心塌陷造成核心的崩潰。無論電子捕獲造成核心加熱或冷卻，形成的都是較母元素輕的元素（如鈉和鋁），並對塌陷前不久在恆星內部產生的總能量產生重大的影響。這也可能對隨後的超新星噴出的元素和同位素的豐度產生明顯的影響。

#### 超新星

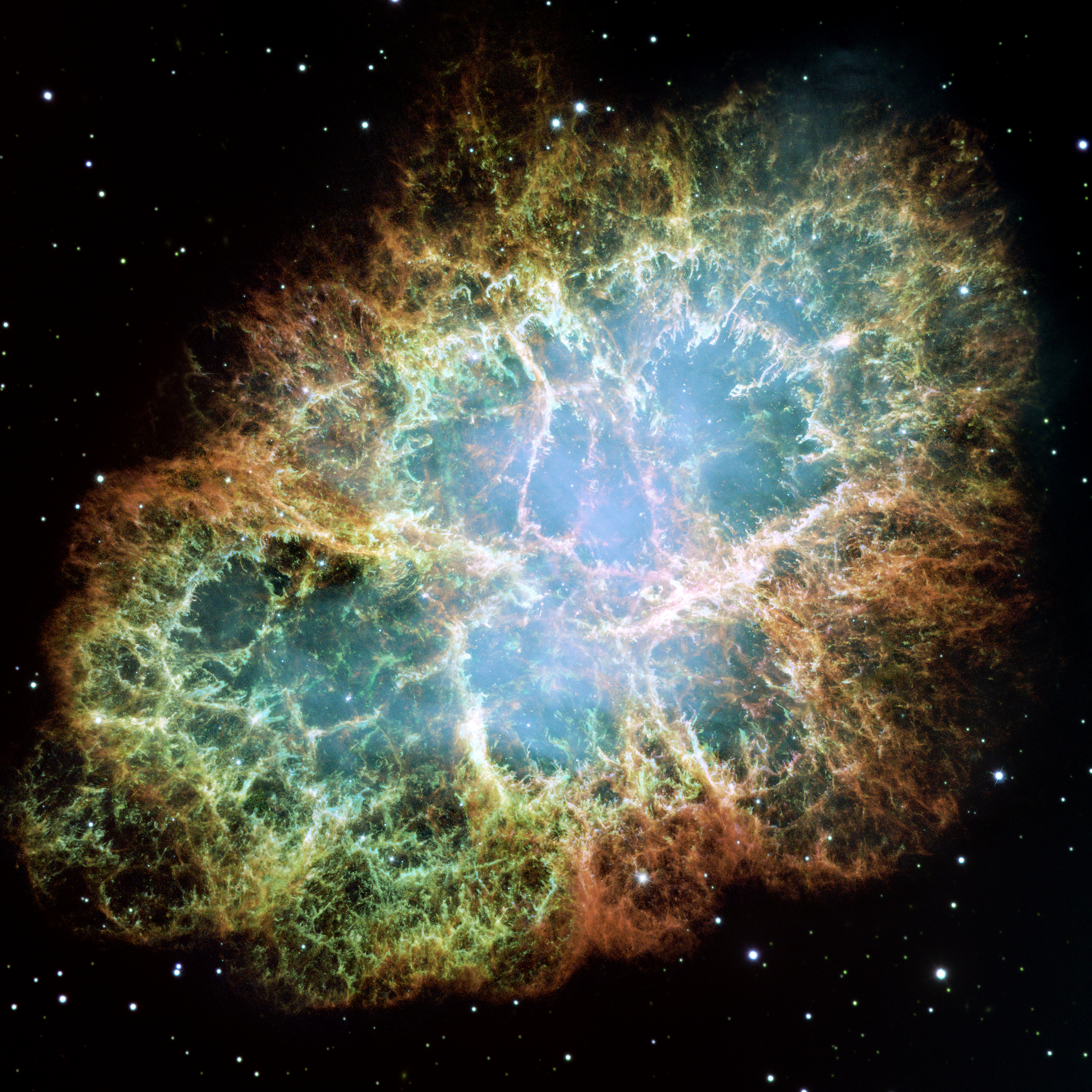
蟹狀星雲是一顆恆星爆炸粉碎成為超新星之後的殘骸，它的光輝在西元1054年抵達地球。

一旦恆星核合成過程產生鐵-56，接續的過程就會消耗能量（向原子核添加碎片消耗的能量比釋放出的能量還要多）。如果核心的質量超過錢德拉塞卡極限，電子簡併壓力將無法支撐其質量反抗重力的影響，核心就將經歷突然的、災難性的塌陷，形成中子星或黑洞（在核心的質量超過托爾曼-奧本海默-沃爾科夫極限的情況下）。通過一個尚未完全理解的過程，核心塌陷釋放的一些引力勢能轉換成Ib型、Ic型、或II型超新星。目前僅知道核心塌陷產生大量的微中子，就如在超新星SN 1987A觀察到的那樣。極具能量的微中子和一些原子核的碎片，它們的一些能量消耗在釋放核子，包括中子；一些能量被轉化成熱能和動能，從而增加了核心在開始塌陷中匯入而反彈的一些衝擊物質的激波。在非常緻密的匯合物質中發生的電子捕獲產生了額外的中子。由於一些反彈的物質是受到中子的轟擊，它們的原子核捕獲中子形成一些比鐵更重的元素，包括放射性元素鈾，甚至更重的元素。 儘管非爆炸性的紅巨星在早期的核反應和次反應中釋放出來的中子也能創造出一定數量比鐵重的元素，但這些比鐵重的元素豐度（特別是一些有著多種穩定或長壽同位素的元素）與超新星爆炸有著顯著的不同。在太陽系中發現的豐度與這兩者都不一樣，因此無法單獨用超新星爆炸或紅巨星的彈射來解釋觀察到的重元素和其中的同位素豐度。
從核心塌陷轉移到反彈物質的能量不僅產生了重元素，還提供了遠超過它們加速和脫離所需要的逃逸速度，因而導致Ib、Ic或II型超新星的生成。目前對這些能量轉移過程的了解仍不能令人滿意，雖然目前的計算機模擬能對Ib、Ic或II型超新星的能量轉移提供部分的解釋，但仍不能充分解釋觀測到拋射出來的物質所攜帶的能量。然而，微中子振盪可能在能量的傳遞問題中發揮重要的功用，因為它們不僅影響微中子在特定風味中的可用能量，而且還通過一般相對論對微中子的其他效應。
從對微中子聯星（需要兩顆超新星）的質量和軌道參數分析獲得的一些證據顯示，一顆氧-氖-鎂核塌陷產生的超新星，和與鐵核芯塌陷差產生的超新星，在觀測上可能會有差異性（除了大小以外，還有其它的方式）。
目前存在的質量最大的恆星也許在超新星爆炸中會因為能量遠遠超過它的重力束縛能而完全的被毀滅。這種罕見的事件，可能是由不穩定對引起，不會留下包括黑洞在內的任何殘骸
。在宇宙過去的歷史中，有些恆星可能比現存質量最大的恆星還要巨大，並且它們在結束生命時可能會由於光致蛻變立即塌縮成為黑洞。

低質量恆星（左循環）和大質量恆星（右循環）的演化。斜體字是舉例的天體。

## 恆星殘骸
當一顆恆星耗盡了供應的燃料之後，依據它在生命期的質量，它的殘骸可以是下面三種型態之一。

### 白矮星和黑矮星
1 M☉的恆星，演化成白矮星之後的質量大約是0.6 M☉，體積則壓縮至近似地球的大小。因為它向內的重力與電子產生的簡併壓力達到平衡，因此白矮星是很穩定的天體；這是包立不相容原理導致的結果。電子簡併壓力提供了一個相當寬鬆的極限範圍來抵抗重力進一步的壓縮，因此針對給定的化學組成，白矮星的質量越大，體積反而越小。在沒有燃料可以繼續燃燒的情況下，恆星殘餘的熱量仍可以繼續向外輻射數十億年。
白矮星在剛形成時有著非常高的溫度，表面的溫度可以超過100,000K，它的內部則更為炙熱。它實在是太熱了，因此在它存在的最初1,000萬年大部分的能量是以微中子的形式失去，但絕大部分的能量是在之後的十億年中流失。
白矮星的化學成分取決於它的質量。數個太陽質量的恆星，可以進行碳融合產生鎂、氖和少量其它的元素，形成的白矮星主要成分是氧、氖和鎂。在碳燃燒不是非常猛烈的條件下失去足夠的質量，讓它的質量低於錢德拉塞卡極限（見下文），使它不至於成為一顆超新星。一顆質量的數量級與太陽相同的恆星無法點燃碳融合，因此生成的白矮星主要由碳和氧組成，並且因為質量太低，除非之後能增加質量，否則即無法產生重力崩潰（見下文）。質量低於0.5太陽質量的恆星，連氦燃燒都不能點燃（見前文），因此形成白矮星後的主要成分是氦。
在最後，所有的白矮星殘骸都將變成冰冷且黑暗，通常被稱為黑矮星的天體。然而，宇宙現在還不夠老，還不足以產生黑矮星這種天體。
如果白矮星的質量增加至超越錢德拉塞卡極限，對主要成分是碳、氧、氖、和/或鎂的白矮星，該極限是1.4太陽質量，則電子簡併壓力會因為電子捕獲而失效，並導致恆星塌縮。取決於化學成分和核心的前塌縮溫度，核心可能會塌縮成為一顆中子星，或是因為失控而引燃碳和氧的燃燒。因為需要較高的溫度才能重新點燃核心的燃料，所以原子量越高的元素越傾向於恆星塌縮；而因為電子被捕獲進入這些元素（降低原子量）會使核融合更容易被點燃，因此核心溫度越高的越傾向失控的核融合再反應，這會阻止核心的崩潰並導致Ia超新星的形成。即使標誌大質量恆星死亡的II型超新星釋放出的總能量更多，但這一類型的超新星仍比II型超新星亮許多。這不穩定的崩潰意味著不存在比1.4倍太陽質量更大的白矮星（只有超高速自轉的白矮星可能例外，因為其離心力抵消了部分的質量）。聯星之間的質量轉移可能會使白矮星的質量超過錢德拉塞卡極限，因而產生不穩定的狀況。
如果是在一顆白矮星和一顆普通的恆星構成的密近聯星系統中，來自普通恆星的氫會在白矮星周圍形成吸積盤，進而使得白矮星的質量增加，直到白矮星表面的溫度引發失控的核反應。但在白矮星的質量未超越錢德拉塞卡極限之前，這種失控只會形成新星。

### 中子星

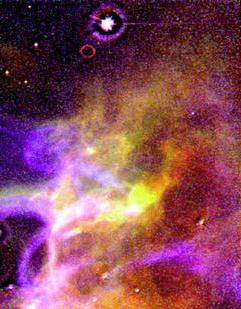
像泡泡的影像是在15,000年前爆炸的超新星產生的衝激波，現在仍在擴張中。

當恆星的核心崩潰時，壓力造成電子捕獲，因而使得大多數質子都轉變成為中子。原本使原子核保持分離的電磁力都消失了（按比例，如果原子核的大小像極小的灰塵，原子將有如一個足球的競賽場那麼大），恆星的核心就成為只有中子的緻密球體 (就像是個巨大的原子核)，那麼大多數恆星的核心就成為只有中子的緻密球體（就像是一個巨大的原子核），覆蓋著薄薄的一層簡併態物質（主要是鐵和其它後來添加的物質）。中子也遵循包立不相容原理，以類似於電子簡併壓力但是更為強大的力，來抗拒進一步的壓縮。
這種恆星被稱為中子星，有著極高的密度，所以它們非常的小，大小不會超過一個大城市，直徑只有10公里的數量級。它們的自轉週期由於恆星劇烈的收縮而變得很短（因為角動量守恆）；觀察到的中子星自轉週期範圍從1.5毫秒（每秒鐘超過600轉）到幾秒。隨著這些恆星快速的自轉，每當恆星的磁極朝向地球時，我們就會接收到一次脈衝的輻射。像這樣的中子星被稱為脈衝星，第一顆被發現的中子星就是這種型態的。檢測來自脈衝星的電磁波輻射，通常大部分是無線電波，但也曾觀測到波長在可見光、X射線、和γ射線波段的脈衝星。

### 黑洞
如果恆星的殘骸有足夠大的質量，中子簡併壓力將不足以阻擋恆星塌縮至史瓦西半徑之下時，這個恆星的殘骸就會成為黑洞。現在還不知道需要要多大的質量才會發生這種情況，而目前的估計是在2至3个太陽質量之間。
黑洞是廣義相對論所預測的天體。依據古典的廣義相對論說法，沒有物質或訊息能夠從黑洞的內部傳遞給在外部的觀測者，雖然量子效應允許這種嚴謹的規律產生誤差。目前天文學上的觀測和理論也都支持宇宙中存在著黑洞。
由於恆星經由塌縮產生超新星的機制還未被充分的了解，也不知道不經過可見的超新星爆炸，恆星是否能夠直接塌縮形成黑洞；還是超新星爆炸之後要先形成不穩定的中子星，然後再繼續塌縮成為黑洞；從最初的恆星質量到最後的殘骸質量之間的關聯性也不完全的可靠。要解決這些不確定的問題，還需要分析更多的超新星和超新星殘骸。

## 模型
恆星演化模型是一個可以用來計算恆星演化階段，從其形成直到成為殘骸的數學模型。恆星的質量和化學組成是輸入的項目，亮度和表面溫度是僅有的限制。模型所依據的是物理學上的公式，通常都假定是在流體靜力平衡狀態。然後廣泛的使用電腦來計算，隨著時間的推移，恆星產生的變化狀態。可以用來確定恆星在赫羅圖跨越演化軌跡的關係圖，以及其他屬性不段變化的表。精確的模型可以經由它們物理性質的比較，以及它們所匹配的演化軌跡，用來估計這顆恆星當前的年齡。

## 進階讀物
- Astronomy 606 (Stellar Structure and Evolution) lecture notes （页面存档备份，存于）, Cole Miller, Department of Astronomy, University of Maryland
- Astronomy 162, Unit 2 (The Structure & Evolution of Stars) lecture notes （页面存档备份，存于）, Richard W. Pogge, Department of Astronomy, Ohio State University
- Hansen, Carl J.; Kawaler, Steven D.; Trimble, Virginia.  2nd. Springer-Verlag. 2004. ISBN 0-387-20089-4.

## 外部連結
- Circumstellar Habitable Zone Simulator （页面存档备份，存于）